# Pierre Dieudonné Mauboussin
Pierre Dieudonné Mauboussin est un homme politique français né le 21 avril 1749 à Château-du-Loir (Sarthe), où il est décédé le 29 novembre 1832.

## Biographie
Reçu avocat en 1774, il est lieutenant de la maitrise des eaux et forêts de Château-du-Loir en 1775. Sous la Révolution, il est officier municipal, membre du directoire du département, juge au tribunal de district puis au tribunal criminel et juge de paix. Il est député de la Sarthe de 1802 à 1809.

## Sources
- « Pierre Dieudonné Mauboussin », dans Adolphe Robert et Gaston Cougny, Dictionnaire des parlementaires français, Edgar Bourloton, 1889-1891 [détail de l’édition]